# Markus Weinzierl
Markus Weinzierl (ur. 28 grudnia 1974 w Straubing) – niemiecki piłkarz występujący na pozycji pomocnika, a także trener.

## Kariera piłkarska
Weinzierl jako junior grał w zespołach TSV Straubing oraz 1. FC Passau. W 1993 roku został włączony do pierwszej drużyny Passau. Spędził tam rok. Następnie grał w SV Lohhof, a w 1995 roku przeszedł do rezerw Bayernu Monachium. Na sezon 1998/1999 został włączony do jego pierwszej drużyny, grającej w Bundeslidze. W jej barwach nie zagrał jednak ani razu.
W 1999 roku odszedł do Stuttgarter Kickers z 2. Bundesligi. Zadebiutował w niej 15 sierpnia 1999 roku w przegranym 1:4 pojedynku z Alemannią Akwizgran. 16 grudnia 2000 roku w wygranym 3:1 spotkaniu z Rot-Weiß Oberhausen strzelił swojego jedynego gola w 2. Bundeslidze. Graczem Kickers był przez dwa lata.
W 2001 roku Weinzierl przeszedł do innego drugoligowca SpVgg Unterhaching. Na początku 2002 roku odszedł jednak do zespołu SSV Jahn Ratyzbona z Regionalligi Süd. W 2003 roku awansował z nim do 2. Bundesligi. W 2004 roku spadł z nim jednak do Regionalligi Süd. W 2005 roku zakończył karierę.

## Kariera trenerska
Pierwszym klubem Weinzierla jako trenera był SSV Jahn Ratyzbona z trzeciej ligi, który prowadził od listopada 2008 roku. Pracował tam przez cztery lata, a w 2012 roku został trenerem pierwszoligowego zespołu FC Augsburg. Prowadził go przez cztery sezony. Następnie został szkoleniowcem innego klubu Bundesligi, FC Schalke 04.